# 特里考尼山
78°30′S 161°57′E / 78.500°S 161.950°E
特里考尼山（英語：Mount Tricouni），是南極洲的山峰，位於維多利亞地的希拉里海岸，處於霍布內爾峰以北3.7公里的斯凱爾頓冰川東岸，海拔高度1,630米，現時由南極條約體系管理。